# Energetska učinkovitost
Energetska učinkovitost je suma isplaniranih i provedenih mjera čiji je cilj korištenje minimalno moguće količine energije tako da razina udobnosti i stopa proizvodnje ostanu sačuvane. Pojednostavljeno, energetska učinkovitost znači uporabiti manju količinu energije (energenata) za obavljanje istog posla (grijanje ili hlađenje prostora, rasvjetu, proizvodnju raznih proizvoda, pogon vozila, i dr.). Pod pojmom energetska učinkovitost podrazumijevamo učinkovitu uporabu energije u svim sektorima krajnje potrošnje energije: industriji, prometu, uslužnim djelatnostima, poljoprivredi i u kućanstvima.
Važno je istaknuti da se energetska učinkovitost nikako ne smije promatrati kao štednja energija. Naime, štednja uvijek podrazumijeva određena odricanja, dok učinkovita uporaba energije nikada ne narušava uvjete rada i življenja. Nadalje, poboljšanje učinkovitosti potrošnje energije ne podrazumijeva samo primjenu tehničkih rješenja. Štoviše, svaka tehnologija i tehnička oprema, bez obzira koliko učinkovita bila, gubi to svoje svojstvo ako ne postoje obrazovani ljudi koji će se njome znati služiti na najučinkovitiji mogući način. Prema tome, može se reći da je energetska učinkovitost prvenstveno stvar svijesti ljudi i njihovoj volji za promjenom ustaljenih navika prema energetski učinkovitijim rješenjima, negoli je to stvar složenih tehničkih rješenja.

## Energetska ili toplinska bilanca zgrade
Potrošnja energije u zgradi ovisi kako o karakteristikama same zgrade (njezinog oblika i konstrukcijskih materijala), karakteristikama energetskih sustava u njoj (sustava grijanja, električnih uređaja i rasvjete, i drugo), ali i o klimatskim uvjetima podneblja na kojem se zgrada nalazi. Osnovni pojmovi za analizu potrošnje energije u zgradama su: toplinski gubici i dobici, koeficijent prolaska topline, stupanj-dan grijanja, stupanj korisnog djelovanja. Oni su ključni za određivanje energetske ili toplinske bilance zgrade. Osnovna karakteristika postojeće izgradnje u Hrvatskoj je neracionalno velika potrošnja svih tipova energije, prvenstveno energije za grijanje, ali porastom standarda sve više i za hlađenje zgrada. Energetska potrošnja namijenjena za grijanje, pripremu tople vode i kondicioniranje zraka (klimatizacija), predstavlja najveći dio energetske potrošnje u zgradama
Zgrade su najveći pojedinačni potrošači energije, a time i veliki zagađivač okoliša. Zbog dugog životnog vijeka zgrada, njihov je utjecaj na okoliš u kojem živimo dug i stalan i ne možemo ga zanemarivati. Građenje se prečesto vodi kao isključivo ekonomski proces, a zapravo je u prvom redu ekološki, socijalni i kulturni fenomen, koji treba zadovoljiti ljudske potrebe i želje. Ekonomski interesi često imaju puno veću moć od ekoloških interesa. Nagli razvoj tržišta, ekonomije, prodor i utjecaj kapitala i medija s jedne strane i nevjerojatno širenje gradnje u Hrvatskoj u zadnje vrijeme, ostavljaju trag na arhitektonskim ostvarenjima koje su često upitne kvalitete.
Uspješna primjena mjera energetske učinkovitosti u zgradarstvu temelji se na:
- povećanju toplinske zaštite postojećih i novih zgrada;
- povećanju učinkovitosti sustava grijanja, hlađenja i ventilacije;
- povećanju učinkovitosti sustava rasvjete i energetskih trošila;
- uvođenju energetskog certifikata kao sustava označavanja zgrada prema godišnjoj potrošnji energije.

### Energetski certifikat
Energetski certifikat je dokument kojim se iskazuju energetska svojstva zgrade, a njegova osnovna svrha je pružiti vlasnicima i korisnicima zgrada informaciju o energetskim svojstvima zgrade. Kako bi se smanjilo nepotrebno rasipanje golemih količina sve skuplje energije u zgradama uvodi se certificiranje. Sektor zgradarstva posebno je značajan kao potrošač energije, jer u ukupnoj potrošnji energije sudjeluje s oko 40%, s prevladavajućim trendom stalnog porasta potrošnje, ali i velikim potencijalom uštede energije u potrošnji za grijanje, pripremi tople vode, klimatizaciji i rasvjeti. Slični certifikati već su godinama obvezni na svim kućanskim električnim uređajima u trgovinama, pa su potaknuli mnoge da razmisle kakav uređaj kupiti, te je li po cijeni najjeftiniji uređaj baš i najpovoljniji. Jer mnogi su pravi, skriveni “gutači” električne struje, pa kad se prodajnoj cijeni pribroje i troškovi njihova rada, nerijetko postaju i najskuplji.

## Obična, niskoenergetska i pasivna kuća
Gradnja kuće za svakog je pojedinca velik izazov, ali i velika investicija. Prije samog početka gradnje kuće treba odlučiti o puno stvari: koliko velika će biti kuća, koliko i kakvih će imati prostorija, od kakvih će materijala biti izgrađena, kakvi će biti prozori, kakav krov, kakvo grijanje, hlađenje, izolacija i fasada, a u posljednje vrijeme i kakvog će kuća biti energetskog standarda – obična, niskoenergetska ili pasivna.
Nazivi niskoenergetska kuća i pasivna kuća ne označavaju direktno način same gradnje kuće, već prvenstveno označavaju potrošnju energije za grijanje. Ovakve se kuće danas grade kako bi se uštedjelo na energiji za grijanje i hlađenje, te preko toga i smanjilo zagađenje okoliša tj. smanjilo ispuštanje ugljikovog dioksida u prirodni okoliš. Osim uštede i očuvanja okoliša takvim se načinom gradnje ujedno i povećava ugodnost življenja. Treba naglasiti da se do naziva niskoenergetska ili pasivna kuća ne može doći samo podebljanjem izolacije i zamjenom stolarije. Kod takvih se kuća mora posvetiti puno pažnje prvom koraku - projektiranju – koje kod takvih kuća obavezno mora biti multidisciplinarno, što znači sudjelovanje stručnjaka iz više polja, od arhitekta, strojara, električara do građevinara.

### Niskoenergetska kuća
Niskoenergetska kuća je zgrada s godišnjom potrošnjom energije za grijanje, odnosno energetskim brojem od 40 do 60 kWh po metru kvadratnom. To je dobro toplinski izolirana kuća (po mogućnosti sa zrakonepropusnim fasadnim plaštem i krovištem), te ugrađenom kvalitetnom stolarijom ostakljenom višeslojnim staklom. Za grijanje se u takvoj zgradi u pravilu koristi neki od tradicionalnih sustava grijanja i grijaćih tijela, ali moguće je primijeniti i obnovljive toplinske izvore kao dizalicu topline i sunčeve toplovodne kolektore. Sustav ventilacije se izvodi bez iskorištavanja topline otpadnog zraka putem izmjenjivača topline.

#### Trolitarska kuća
Trolitarska kuća je napredniji oblik niskoenergetske kuća čija je godišnja potrošnja energije za grijanje smanjena na svega 30 kWh po metru kvadratnom, odnosno ekvivalentnu godišnju potrošnju od 3 litre loživog ulja po metru kvadratnom stambenog prostora. Za razliku od klasične niskoenergetske kuće, ova kuća u načelu podrazumijeva dodatno poboljšanje energetske učinkovitosti ugradnjom sunčevih toplovodnih kolektora za potrošnu toplu vodu, toplinsku pumpu i/ili uređaja za rekuperaciju zraka (izmjenjivača topline između izlaznog otpadnog zraka). Također, ovakva kuća mora imati poboljšanu toplinsku izolaciju u odnosu na klasičnu niskoenergetsku kuću.

### Pasivna kuća
Pasivna kuća je energetski najštedljiviji oblik niskoenergetske građevine koja svojim oblikom, debljinom toplinske izolacije, vrstom i veličinom otvora, kao i njihova ostakljenja, te ugradnjom uređaja za iskorištavanje topline zemlje ili podzemnih voda, ali i ugradnjom uređaja za ventilaciju s iskorištavanjem topline otpadnog zraka – rekuperatora, ostvaruje ugodno stanovanje i zimi i ljeti bez uobičajenih sustava za grijanje i klimatizaciju. Dozvoljena godišnja potrošnja za energije za grijanje za ovaj tip kuće smije iznosit najviše 15 kWh po metru kvadratnom.

#### Pasivna sunčeva arhitektura
Pasivna sunčeva arhitektura je pojam koji se odnosi se na građevine koje su građene tako da same djeluju ujedno kao sunčev kolektor i spremnik topline. Ovakav način korištenja Sunčeve energije je vrlo učinkovit i jeftin, jer nije potrebna nikakva dodatna oprema. Građevina građena prema pasivnim sunčevim pravilima ne mora biti skuplja od klasične, jer bit pasivne sunčeve arhitekture leži u dobrom, funkcionalnom dizajnu, a ne u korištenju neke specijalne tehnologije. Rezultat ovakve gradnje može biti smanjenje potrebe za drugim gorivima u svrhu grijanja čak i do 90%. Pasivna sunčeva energija je daleko učinkovitija i puno jeftinija od aktivnih sunčevih sustava, jer za početak nije potrebno kupiti nikakvu opremu. Osim toga kod aktivnih sustava je potrebno ulagati dodatnu energiju za distribuciju akumulirane topline, najčešće električnu energiju za pogon pumpe koja toplu vodu tjera kroz radijatore. Loša strana priče je to što jednom već izgrađena građevina, ako nije u samom procesu gradnje građena u skladu s pasivnim sunčevim načelima, nikako ili teško može postati pasivnom solarnom građevinom.

### Nulta energetska kuća
Nulta energetska kuća jest vrsta objekta koji uz pomoć sustava iskorištenja prije svega sunčeve energije, ali i drugih obnovljivih izvora energije pokriva svu svoju potrošnju tijekom godine. Ona u svojoj suštini nije neovisna o javnim opskrbnim mrežama (prije svega tu se misli na električnu mrežu), no u povoljnim uvjetima ona višak proizvedene električne energije plasira, dok u nepovoljnim uvjetima preuzima energiju iz javne mreže tako da je konačna bilanca poravnata. U pravilu ovakve zgrade imaju 40 do 60 cm debeo sloj toplinske izolacije, nemaju tradicionalan sustav grijanja, te koristi spremnik topline kojim premošćuju potrebe za toplinom u oblačnim danima.

### Energetski neovisna kuća
Za razliku od nulte energetske kuće, energetski neovisna kuća nije ovisna o javnim opskrbnim sustavima, te svu potrebnu energije za grijanje, hlađenje, potrošnu toplu vodu, trošila u domaćinstvu i rasvjetu dobiva prije svega primjenom pretvorbe i pohrane sunčeve energije. Za toplinsku energije to se ostvaruje primjenom sunčevih toplovodnih kolektora i spremnika topline, dok se za električnu energiju koriste fotonaponski sustavi i baterije. Kako zgrada nije priključena na javne sustave opskrbe energijom i energentima, višak proizvedene energije iz ljetnih mjeseci se pohranjuje za primjenu zimi. Razina izolacije i veličina i realizacija otvora su kao kod nulte energetske kuće.

### Plus energetska kuća
Plus energetska kuća ili kuća elektrana je napredniji oblik energetski neovisne kuće koja priključak na javnu električnu mrežu koristi isključivo za plasman viška proizvedene električne energije koju prodaju te u svojoj osnovi, zahvaljujući primjeni obnovljivih izvora energije funkcionira kao elektrana.

## Toplinska izolacija zgrada
Toplinska izolacija zgrada smanjuje toplinske gubitke zimi, pregrijavanje prostora ljeti, te štiti nosivu konstrukciju od vanjskih uvjeta i jakih temperaturnih naprezanja. Toplinski izolirana zgrada je ugodnija, produžuje joj se životni vijek i doprinosi zaštiti okoliša. Dobro poznavanje toplinskih svojstava građevinskih materijala jedan je od preduvjeta za projektiranje energetski efikasnih zgrada. Toplinski gubici kroz građevni element ovise o sastavu elementa, orijentaciji i koeficijentu toplinske vodljivosti λ. Što je koeficijent prolaska topline U manji, to je toplinska zaštita zgrade bolja.
Na toplinsku zaštitu utječu debljina sloja toplinske izolacije i koeficijent toplinske vodljivost materijala λ (W/mK). Ponuda toplinsko izolacijskih materijala na tržištu je raznolika, a možemo ih podijeliti na anorganske i organske materijale. Od anorganskih materijala najviše se koriste kamena i staklena vuna, dok je među organskim materijalima najpopularniji polistiren ili stiropor. Većina uobičajenih toplinsko izolacijskih materijala ima koeficijent toplinske vodljivost k = 0,030-0,045 W/mK, pa potrebna debljina za koeficijent prolaska topline U = 0,40 W/m2K iznosi 8–11 cm. Kod toplinske izolacije ne smijemo zanemariti ulogu materijala od kojih neki već imaju vrlo visoke toplinske karakterisitke kao što su porozirana termo opeka i probeton. Ti materijali zamjenjuju od 8–25 cm toplinske izolacije ovisno o debljini zida.
Ostali materijali s toplinsko izolacijskim svojstvima su i glina, perlit, vermikulit, kokos, pamuk, lan, drvena vuna, celuloza, pluto, balirana slama i drugo. Sve veća potražnja za toplinsko izolacijskim materijalima u sve većim debljinama dovela je do razvoja novih tehnologija, pa se tako danas u svijetu mogu naći i prozirna i vakuumska toplinska izolacija. Prozirna izolacija omogućava prijem Sunčeve energije i prijenos u zgradu, a istovremeno sprječava kao i obična toplinska izolacija gubitke topline iz zgrade. Vakuumska izolacija radi se u modularnim panelima, a zbog izuzetnih izolacijskih svojstava potrebne su znatno manje debljine od konvencionalne toplinske izolacije za ista toplinska svojstva. Ova je izolacija još uvijek vrlo skupa i primjenjuje se najviše kod sanacija objekata gdje nije moguće ugraditi veće debljine izolacije zbog npr. spomeničke vrijednosti objekta.

### Toplinska izolacija vanjskog zida
Toplinsku izolaciju vanjskog zida, u pravilu, treba izvoditi dodavanjem novog toplinsko-izolacijskog sloja s vanjske strane zida, a iznimno s unutarnje strane zida. Izvedba toplinske izolacije s unutarnje strane zida nepovoljna je s građevinsko-fizikalnog stajališta, a često je i skuplja zbog potrebe dodatnog rješavanja problema difuzije vodene pare, strožih zahtjeva u pogledu sigurnosti protiv požara, gubitka korisnog prostora i dr. Postava toplinske izolacije s unutarnje strane zida je fizikalno lošija, jer iako postižemo poboljšanje izolacijske vrijednosti zida, značajno mijenjamo toplinski tok u zidu i osnovni nosivi zid postaje hladniji. Zbog toga posebnu pažnju treba posvetiti izvedbi parne brane kako bi se izbjeglo nastajanje kondenzata i pojava plijesni.
Također, toplinski treba izolirati i dio pregrada koje se spajaju s vanjskim zidom. Sanacija postojećeg vanjskog zida izvedbom izolacije s unutarnje strane izvodi se iznimno kod zgrada pod zaštitom, kada se žele izbjeći promjene na vanjskom pročelju zgrade zbog njezine povijesne vrijednosti. Kod izvedbe toplinsko-izolacijskog sloja s vanjske strane zida moguća su dva rješenja završnog sloja koji štiti toplinsko-izolacijski sloj i ostatak zida od vanjskih atmosferskih utjecaja. Prvo rješenje karakterizira izvedba vanjskog zaštitnog sloja punoplošnim lijepljenjem na toplinsko-izolacijski sloj (tzv. kompaktna fasada). Kod drugog rješenja zaštitni je sloj u obliku pojedinačnih elemenata učvršćenih na odgovarajuću podkonstrukciju na način da između zaštitne obloge i sloja toplinske izolacije ostane sloj zraka koji se ventilira prema van (tzv. ventilirana fasada).
Industrija građevinskih materijala nudi mnogo varijanti cjelovitih sustava ovih dvaju načina toplinske izolacije zidova, pri čemu za oba rješenja debljina toplinskoizolacijskog sloja ne bi trebala biti manja od 10 do 12 cm, čime bi se vrijednost koeficijenta prolaska topline U zida smanjila na od oko 0,25 do 0,35 W/m2K. To se može postići i bez ugradnje toplinske zaštite odabirom kvalitetnijih materijala za građenje kao što su porozirana opeka i porobeton, a s tim da debljina zida ostaje ista (klasična opeka +izolacija).
Primjer 1: Ako usporedimo dvije kuće iste površine, jedna građena od šuplje opeke bez ikakve izolacije, a druga od brušene porozirane opeke 38 cm, razlika u troškovima (ušteda) za grijanje može biti i do 7 puta! U slučaju neizoliranog zida od šuplje opeke debljine 29 cm, U = 1,67 W/m2K, toplinski gubici iznose okvirno 134 kWh/m2 zida. U slučaju zida od Porotherm opeke 38 cm bez izolacije uz upotrebu toplinske žbuke 4 cm, U = 0,26 W/m2K, toplinski gubici iznose okvirno 25 kWh/m2 zida.
Primjer 2: Ako usporedimo dvije kuće iste površine, jedna građena od pune opeke bez ikakve izolacije, a druga od šuplje cigle 25 cm i s toplinskom izolacijom od 10 cm, razlika u troškovima za grijanje može biti i do 6 puta! U slučaju neizoliranog zida od šuplje opeke debljine 19 cm, U = 1,67 W/m2K, toplinski gubici iznose okvirno 134 kWh/m2 zida. U slučaju izolacije zida od opeke 25 cm s 10 cm kamene vune, U = 0,32 W/m2K, toplinski gubici iznose okvirno 26 kWh/m2 zida. Ono na što moramo posebno obratiti pozornost jest debljina nosivih zidova, koja ne smije biti manja od 24 cm prema "Tehničkom propisu za zidane konstrukcije" zbog trusno područja.
Postavljanjem toplinske izolacije s vanjske strane zida riješit ćete i probleme s kondenzacijom pare (od kuhanja, tuširanja, sušenja odjeće) koja se javlja zbog niske temperature zida, te nastanak gljivica i plijesni. Također će i toplinski ugođaj u prostoru biti bolji zbog povećane temperature zida. Toplinska izolacija štiti zgradu od štetnih vanjskih utjecaja i njihovih posljedica (vlaga, smrzavanje, pregrijavanje) čime joj produžujemo vijek trajanja.
Sam materijal od kojeg se izgrađuje vanjski zid može imati vrlo različita toplinska svojstva. Najbolji materijali sa strane termičke izolacije za vanjski zid su porozirana termoopeka i porobeton. Porotherm brušena opeka, u debljinama od 30 do 50 cm, ima višestruko bolja termoizolacijska svojstva od klasične opeke. Koeficijent prolaska topline iznosi za termo opeku Porotherm debljine 50 cm U = 0,14 W/m2K, debljine 38 cm U = 0,29 W/m2K, debljine 30 cm U = 0,39 W/m2K, a čak i termo opeka debljine 25 cm ima U = 0,54 W/m2K. Toplinska provodljivost tih opeka kreće se od λ=0,09 - 0,14 W/mK, dok se taj koeficijent za običnu klasičnu šuplju opeku kreće oko λ = 0,45 - 0,52 W/mK. Ytong termoblok debljine 40 cm ima koeficijent prolaska topline U = 0,30 W/m2K.

### Prozori, staklene stijene i vanjska vrata
Prozor je element vanjske ovojnice zgrade koji omogućava dnevnu rasvjetu prostora, pogled u okolicu, propuštanje Sunčeve svjetlosti u zgradu i prozračivanje prostora. Prozor je najdinamičniji dio vanjske ovojnice zgrade, koji istovremeno djeluje kao prijemnik koji propušta Sunčevu energiju u prostor, te kao zaštita od vanjskih utjecaja i toplinskih gubitaka. Prozori i vanjski zid igraju veliku ulogu u toplinskim gubicima zgrade jer zajedno čine i preko 70 % ukupnih toplinskih gubitaka kroz ovojnicu zgrade.
Gubici kroz prozore dijele se na kondukcijske gubitke, te na gubitke ventilacijom, tj. provjetravanjem. Ako zbrojimo transmisijske toplinske gubitke kroz prozore i gubitke provjetravanjem, ukupni toplinski gubici kroz prozore predstavljaju više od 50 % toplinskih gubitaka zgrade. Gubici kroz prozore obično su deset i više puta veći od onih kroz zidove, pa je jasno koliku važnost igra energetska efikasnost prozora u ukupnim energetskim potrebama zgrada. U skladu s novim Tehničkim propisom, koeficijent prolaska topline za prozore i balkonska vrata može iznositi maksimalno U = 1,80 W/m2K. Dok se na starim zgradama koeficijent U prozora kreće oko 3,00-3,50 W/m2K i više (gubici topline kroz takav prozor iznose prosječno 240-280 kWh/m2 godišnje), europska zakonska regulativa propisuje sve niže i niže vrijednosti i one se danas kreću u rasponu od 1,40-1,80 W/m2K. Na suvremenim niskoenergetskim i pasivnim kućama taj se koeficijent kreće između 0,80-1,40 W/m2K. Preporuka za gradnju suvremene energetski učinkovite zgrade je koristiti prozore s koeficijentom prolaska topline U < 1,40 W/m2K.
U ukupnim toplinskim gubicima prozora sudjeluju staklo i prozorski profili. Prozorski profili, neovisno o vrsti materijala od kojeg se izrađuju, mora osigurati: dobro brtvljenje, prekinuti toplinski most u profilu, jednostavno otvaranje i nizak koeficijent prolaska topline U. Stakla se danas izrađuju kao izolacijska stakla, dvoslojna ili troslojna, s različitim plinovitim punjenjem ili premazima koji poboljšavaju toplinske karakteristike.

### Toplinska izolacija krova ili stropa prema negrijanom prostoru
Iako je udio krova zastupljen sa svega oko 10-20 % u ukupnim toplinskim gubicima u kući, krov ima posebno važnu ulogu u kvaliteti i standardu stanovanja. On štiti kuću od kiše, snijega, hladnoće i vrućine. Najčešći oblik krova na obiteljskim i manjim stambenim zgradama je kosi krov. Vrlo često se prostor ispod kosog krova namjenjuje za stanovanje iako nije odgovarajuće toplinski izoliran. Kod takvih slučajeva pojavljuju se veliki toplinski gubici zimi, ali i još veći problem pregrijavanja ljeti. Ako krov nije toplinski izoliran, kroz njega može proći i 30 % topline.
Naknadna toplinska izolacija krova je jednostavna i ekonomski vrlo isplativa, jer je povratni period investicije od 1 do 5 godina. Za toplinsku izolaciju kosih krovova treba koristiti nezapaljive i paropropusne toplinsko izolacijske materijale, kao što je npr. kamena vuna. Detalj spoja toplinske izolacije vanjskog zida i krova treba riješiti bez toplinskih mostova. Ako prostor ispod kosog krova nije grijan, tj. nije namijenjen za stanovanje, toplinsku izolaciju treba postaviti na strop zadnje etaže prema negrijanom tavanu. Preporučljiva debljina toplinske izolacije na kosom krovu iznosi 16–20 cm. Izolaciju treba postaviti u dva sloja; jedan sloj između rogova, a jedan sloj ispod rogova kako bi se spriječili toplinski mostovi. Toplinsku izolaciju s donje strane najčešće zatvaramo gipsanim pločama ili drvetom.
Ravni krovovi su najviše izloženi atmosferskim utjecajima od svih vanjskih elemenata zgrade. Zato je važno kvalitetno ih izolirati i toplinskom i hidroizolacijom, te pravilno riješiti odvodnju oborinskih voda. Ravni krov može biti riješen kao prohodni, neprohodni ili tzv. zeleni krov. U skladu s time izvodi se završna obrada krova.

### Toplinska izolacija poda
Konstrukcije poda na tlu razlikuju se od podnih konstrukcija prema negrijanom prostoru po nosivoj betonskoj podlozi i hidroizolaciji. Toplinski gubici prema terenu iznose do 10 % ukupnih toplinskih gubitaka. Kod novogradnji se pod na terenu treba toplinski izolirati što većom debljinom toplinske izolacije, dok je kod postojećih zgrada takva mjera uglavnom ekonomski neisplativa, zbog većih građevinskih zahvata koji je prate. Međutim, ekonomski vrlo isplative mjere su toplinska izolacija stropne konstrukcije prema negrijanom tavanu, te podne konstrukcije prema negrijanom podrumu. Također, potrebno je toplinski zaštititi i podne konstrukcije iznad otvorenih prolaza. Kod postave toplinske izolacije važno je toplinski izolirati cijelu vanjsku ovojnicu bez prekida toplinske izolacije, kako bi se utjecaj toplinskih mostova smanjio na minimum.

### Toplinski mostovi
Toplinski mostovi su manja područja u ovojnici zgrade kroz koje je toplinski tok povećan radi promjene materijala, debljine ili geometrije građevnog dijela. Postavljanjem izolacije na ovojnici kuće (zidovi, krov, pod) izolirat ćete i većinu toplinskih mostova. Izolacijom toplinskih mostova izbjeći ćete i kondenzaciju na pojedinim dijelovima konstrukcije.
Toplinski most je pojam koji se koristi u graditeljstvu i strojarstvu. U graditeljstvu je to manje područje u omotaču grijanog dijela zgrade kroz koje je toplinski tok povećan radi promjene materijala, debljine ili geometrije građevnog dijela. Zbog smanjenog otpora toplinskoj propustljivosti u odnosu na tipični presjek konstrukcije, temperatura unutarnje površine pregrade na toplinskom mostu manja je nego na ostaloj površini, što povećava opasnost od kondenziranja vodene pare. Ovisno o uzroku povišene toplinske propustljivosti, razlikujemo dvije vrste toplinskih mostova: 
- konstruktivni toplinski mostovi – nastaju kod kombinacija različitih vrsta materijala;
- geometrijski toplinski mostovi – nastaju zbog promjene oblika konstrukcije, npr. uglovi zgrade.

Uz kvalitetnu toplinsku izolaciju vanjske ovojnice kuće, izbjegavanje jakih toplinskih mostova preduvjet je energetski efikasne gradnje. Postavom toplinske izolacije s vanjske strane možemo izbjeći većinu toplinskih gubitaka kod toplinskih mostova. Pozicija prozora u zidu također igra važnu ulogu u izbjegavanju toplinskih mostova. Ako je moguće prozor treba biti smješten u nivou toplinske izolacije. Ako to nije moguće potrebno je toplinski izolirati špalete oko prozora. Pojam je poznat i u tehnici hlađenja i klimatizaciji gdje osim cjevovoda treba izolirati i armaturu (ventili itd.), pričvrsnice i ovjesnice, tako da se po čitavoj dužini cjevovoda spriječi uspostava toplinskih mostova, odnosno prodor topline na lokalnom dijelu cjevovoda.
Izgraditi zgradu bez toplinskih mostova gotovo je nemoguće, ali uz pravilno projektirane detalje toplinske zaštite utjecaj toplinskih mostova možemo smanjiti na minimum. Detalje toplinskih mostova za Porotherm opeku u AutoCadu možete skinuti s web stranica proizvođača. Potencijalna mjesta toplinskih mostova su konzolne istake balkona, istake streha krovova, spojevi konstrukcija, spojevi zida i prozora, kutije za roletu, niše za radijatore, temelji i drugo. Zato na njih, pri rješavanju konstruktivnih detalja, treba obratiti posebnu pažnju. Po završetku izgradnje, kvalitetu gradnje i toplinske zaštite moguće je dodatno provjeriti termografskim snimanjem.

## Grijanje stambenih prostora
Zadatak grijanja stambenih prostora je osiguranje odgovarajućih uvjeta u prostoru kako bi se ostvarila toplinska ravnoteža između ljudskog tijela i njegove okoline i time ostvario osjećaj ugode. Čimbenici koji utječu na ugodnost su osim odjeće i fizička aktivnost, temperatura zraka, temperatura zidova, vlažnost zraka, brzina strujanja zraka i njegova kvaliteta. Grijanjem prostorija može se utjecati samo na dva od navedenih čimbenika, a to su temperatura zraka i temperatura zidova. Na ostale čimbenike može se utjecati samo putem sustava klimatizacije prostora.
Srednja temperatura zraka u prostoriji (osjetna temperatura) i srednja temperatura zidova moraju biti ravnomjerne po cijelom prostoru i to u području od 20 °C do 22 °C (± 1 °C), pri čemu se uspostavlja trajna ravnoteža između tjelesne topline nastale metaboličkim procesima i one odane okolini. Od sustava grijanja traži se mogućnost regulacije temperature u određenim granicama i s određenom brzinom reakcije. Sustav grijanja mora biti takav da ne utječe na kvalitetu zraka i uvjete ugode u prostorima (štetni plinovi, prašina, buka, propuh).

## Ventilacija i hlađenje stambenih prostora

### Ventilacija
Zadaća ventilacije u zgradama je stalna zamjena onečišćenog zraka iz prostorije, svježim zrakom iz slobodne atmosfere radi održavanja potrebnih higijenskih uvjeta neophodnih za zdrav i ugodan boravak ljudi. Uloga ventilacije je također zagrijavanje zraka ako je potrebno, odstranjivanje suvišne vlage i štetnih plinova iz prostora, te rashlađivanje zraka u ljetnom razdoblju. Za ugodno stanovanje i očuvanje zdravlja i pune radne sposobnosti osoba, važne su sljedeće preporuke:
- temperatura zraka zimi u stambenim bi prostorijama trebala bit 21 ± 1 °C. Ljeti su ugodne temperature između 24 i 26 °C;
- odstupanja srednje temperature obodnih površina (zidovi) od temperature zraka, ne smije iznositi više od 2 do 3 °C;
- zimi je udobna relativna vlažnost zraka od 40% do 50%, a ljeti 50 ± 5%. Vrijednosti ispod 30% medicinski su nepoželjne, jer imaju za posljedicu isušivanje dišnih puteva;
- brzina strujanja zraka u zoni boravka osoba trebala bi biti od 0,1 do 0,3 m/s.

### Hlađenje stambenog prostora
Rashladne jedinice koje se koriste u stambenim prostorima najčešće su kompresijski rashladni sustavi za hlađenje zraka, pri čemu je kondenzator hlađen zrakom. Kao radne tvari u rashladnim sustavima koriste se halogenirani ugljikovodici (freoni) iz skupine HFC-a, koje još nazivamo ekološki prihvatljive radne tvari (R407C, R410A). Još uvijek se u postojećim uređajima koristi i radna tvar R22 iz skupine HCFC-a, ali zbog štetnog utjecaja na razgradnju ozona, njena uporaba u novim uređajima je zabranjena od početka 2006.

### Toplinske pumpe ili dizalice topline
Toplinske pumpe ili dizalice topline su sustavi jeftinog i ekološki čistog načina grijanja, one mogu crpiti toplinu iz vode, zemlje ili zraka. Rade na principu sličnom kao i rashladni uređaji. Osnovni proces koji objašnjava njihov rad je lijevokretni Carnotov kružni proces. Toplinske pumpe najčešće koriste freone kao rashladni medij, a mogu i neke druge plinove (npr. amonijak). Najjednostavniji oblici toplinskih pumpi su klima uređaji koji griju i hlade, tzv. inverteri. Oni crpe toplinu iz zraka, najlakši su za ugradnju i najjeftiniji. Složeniji oblici koji daju i više energije su sustavi koji se ukapaju pod zemlju gdje se koristi unutarnja toplina zemlje koja podiže temperaturu rashladnog medija (najčešće nekog od plinova freona). Toplinske pumpe danas još nisu stekle široku primjenu iako su bolji izvor grijanja od fosilnih goriva koja polako nestaju, zagađuju okoliš i imaju stalan porast cijena.

## Priprema potrošne tople vode
Na pripremu potrošne tople vode (PTV) u prosječnom kućanstvu u kontinentalnom dijelu Republike Hrvatske otpada otprilike 20% ukupne godišnje potrošnje toplinske energije, dok se ostatak troši na grijanje prostora (~73%) i kuhanje (~7%). U primorskim dijelovima taj je udio energije za pripremu PTV-a još i veći. Prosječni građanin potroši dnevno od 200 do 300 litara pitke vode, od čega u prosjeku od 40 do 70 litara otpada na potrošnu toplu vodu temperature 45 °C koja se uglavnom koristi za održavanje osobne higijene i pranje posuđa. U sezoni kada nema grijanja priprema, PTV-a predstavlja pojedinačno najveći izdatak za energiju jednog kućanstva, bez obzira koji se energent koristi. Učinkovita priprema i korištenje PTV-a može stoga znatno utjecati na smanjenje ukupnih troškova za energiju u kućanstvu.

## Potrošnja električne energije u kućanstvu
U Hrvatskoj je danas vrlo teško naći kućanstvo koje nema dostupa do električne energije. Većina kućanstva u Hrvatskoj opremljena je štednjakom, hladnjakom, ledenicom za duboko zamrzavanje, perilicom rublja, bojlerom za pripremu tople vode, te televizorom i radioprijemnikom. Također, u stalnom porastu je broj kućanstava koja uz navedenu opremu imaju i sušilice rublja, perilice posuđa, mikrovalne pećnice, osobna računala, te uređaje za hlađenje unutarnjeg boravišnog prostora.
Jedna trećina (33%) ukupno utrošene električne energije u hrvatskim kućanstvima koristi za grijanje prostora i pripremu sanitarne tople vode. Naravno, u kućanstvima u kojim se električna energija koristi za grijanje i pripremu tople vode, njen udio u ukupno utrošenoj energiji je bitno veći i vrlo često prelazi i 60%. Prikazana bilanca se odnosi na cijeli sektor kućanstva i treba uzeti u obzir da se u dobrom dijelu kućanstava za grijanje i pripremu tople vode koriste drugi energenti kao na primjer prirodni plin ili toplina iz javnog toplinskog sustava. Osuvremenjivanjem sustava grijanja i pripreme sanitarne tople vode, te zamjenom električne energije prirodnim plinom, ukapljenim naftnim plinom ili eventualno biomasom, otvorio bi se veliki potencijal za smanjenje potrošnje električne energije. Ako je električna energija jedini dostupan energent za grijanje prostora, ugrađivanjem dizalice topline, umjesto električnih radijatora ili peći, može se, uz zadržavanje istoga stupnja ugodnosti boravka u prostoru smanjiti potrošnja električne energije za 2 do 4 puta. Ugradnjom dizalice topline uz grijanje zimi, isti uređaj se koristi i za eventualno hlađenje prostora u ljetnim mjesecima.
Veliki udio električne energije koja se troši u kućanskim aparatima (hladnjaci, ledenice, perilice, sušilice itd.), te za kuhanje (štednjaci, pećnice), ukazuje na činjenicu da se u Hrvatskoj još uvijek koristi razmjerno veliki broj starih, energetski manje učinkovitih, električnih uređaja. Visina ukupnih troškova u kućanstvu izravno ovisi o potrošnji električne energije pojedinih kućanskih uređaja. Značajne uštede u potrošnji električne energije se mogu ostvariti ako se potrošači prilikom zamjene ili kupnje novih uređaja odluče i na kupnju nove generacije nešto skupljih uređaja koji troše manje električne energije. To su svi oni uređaji s posebnom oznakom energetske učinkovitosti, koji svojim kupcima donose trajno niže kućanske troškove i smanjuju ukupnu potrošnju električne energije u cijeloj zemlji.

### Električna rasvjeta
Ušteda uvođenjem novog rasvjetnog sustava sa štednim žaruljama, sastoji se od nekoliko elementa: ušteda električne energije zbog smanjene potrošnje rasvjetnog sustava, ušteda na troškovima nabave zbog duljeg vijeka trajanja žarulje, ušteda električne energije zbog smanjenja dodatnog zagrijavanja prostora uzrokovanog rasvjetom (ušteda na hlađenju prostora), povećana udobnost i sigurnost zbog veće pouzdanosti rasvjetnog sustava, smanjenje opterećenja napojnih vodova. Ipak treba napomenuti da kao i sve fluorescentne cijevi, tako i štedna žarulja sadrži živu, koja je vrlo otrovna, i zbog toga su veliki problemi s odlaganjem uporabljenih žarulja, koje nisu dobre za okoliš.

## Vanjske poveznice
- Zelena energija
- Ministarstvo graditeljstva i prostornog uređenja - energetska učinkovitost  Arhivirana inačica izvorne stranice od 27. lipnja 2014. (Wayback Machine)
- Energetsko certificiranje i energetski certifikati